# NGC 22
NGC 22 är en spiralgalax i stjärnbilden Pegasus.